# Álvaro Morais Filho
Álvaro Morais Filho (* 27. November 1990 in João Pessoa, Brasilien) ist ein brasilianischer Beachvolleyballspieler.

## Karriere
Álvaro Filho spielte im Junioren-Alter an der Seite von Vitor Gonçalves Felipe, mit dem er zweimal Vize-Weltmeister der U21 wurde. 2011 bildete er ein Duo mit Neilton Santos. Bestes internationales Ergebnis war ein vierter Platz bei den Québec Open. 2012 spielte Filho international lediglich einmal an der Seite von Benjamin Insfran. 2013 spielte Filho zwei kontinentale Turniere mit Thiago Santos Barbosa. Anschließend bildete er ein neues Duo mit dem ehemaligen Olympiasieger und Weltmeister Ricardo Santos. Ricardo/Filho starteten mit einem vierten Platz bei den Fuzhou Open in die World Tour 2013. Anschließend wurden sie Dritte in Shanghai und belegten bei den nächsten drei Grand Slams die Plätze fünf und neun. Bei der WM in Stare Jabłonki gelangten sie als Gruppenzweite in die erste KO-Runde. Ohne Satzverlust kamen sie ins Halbfinale, in dem sie die Titelverteidiger Alison/Emanuel entthronten. Im Endspiel mussten sie sich jedoch den Niederländern Brouwer/Meeuwsen geschlagen geben. Anschließend gewannen sie den Grand Slam in Gstaad. Auch auf der World Tour 2014 hatten Ricardo/Filho mehrere Top-Ten-Platzierungen, u. a. ein zweiter Platz beim Grand Slam in Stavanger. Mit Pedro Solberg gewann Filho im August 2014 den Grand Slam in Stare Jabłonki.
An der Seite von Vitor Felipe wurde Álvaro Filho bei der WM 2015 in den Niederlanden ebenso Fünfter wie bei den Grand Slams 2016 in Moskau, Olsztyn und Gstaad. Im September 2016 bildete Álvaro Filho ein neues Duo mit Saymon Barbosa Santos. Auf der World Tour 2017 gewannen sie zum Jahresbeginn das Fünf-Sterne-Turnier in Fort Lauderdale. Danach wurden sie Fünfte in Rio de Janeiro und jeweils Neunte in Moskau und Den Haag. In Gstaad erreichten sie den dritten Rang. Nach drei Turnieren mit Ricardo Santos spielte Álvaro Filho seit April 2019 zusammen mit dem Olympiasieger Alison Cerutti. Beim olympischen Beachvolleyballturnier 2021 in Tokio erreichten Alison und Álvaro Filho als Vorrundengruppensieger das Achtelfinale, in dem sie gegen die Mexikaner Gaxiola/Rubio gewannen. Im Viertelfinale schieden sie gegen die Letten Pļaviņš/Točs aus. Von Oktober 2021 bis Juli 2022 war Evandro Álvaro Filhos Partner. Als bestes Ergebnis erreichten sie einen fünften Rang beim Challenge in Kuşadası.